# Concepción Jolalpan
Concepción Jolalpan, eller bara Jolalpan, är en ort i Mexiko, tillhörande kommunen Tepetlaoxtoc i delstaten Mexiko. Concepción Jolalpan ligger i den centrala delen av landet och tillhör Mexico Citys storstadsområde. Orten hade 5 761 invånare vid folkmätningen 2010 och är näst största ort i kommunen.